# Discocalyx micrantha
Discocalyx micrantha är en viveväxtart som beskrevs av Elmer Drew Merrill. Discocalyx micrantha ingår i släktet Discocalyx och familjen viveväxter. Inga underarter finns listade i Catalogue of Life.